# Западен дългопет
Западният дългопет (Cephalopachus bancanus) е вид бозайник от семейство Дългопети (Tarsiidae), единствен представител на род Cephalopachus. Видът е световно застрашен, със статут Уязвим.

## Разпространение и местообитание
Разпространен е в Бруней, Индонезия и Малайзия.